# Província eclesiàstica de Barcelona
La província eclesiàstica de Barcelona va ser erigida el 15 de juny del 2004 pel papa Joan Pau II amb la butlla Ad totius dominici. Amb el mateix document l'arquebisbat de Barcelona passà a liderar aquesta província eclesiàstica, amb el bisbat de Terrassa i el bisbat de Sant Feliu com a diòcesis sufragànies.

## Història
Barcelona existeix com a bisbat almenys des del segle iv, però com a arquebisbat des de l'any 1964, per la butlla Laeto animo del papa Pau VI. Era un arquebisbat sense diòcesis sufragànies que depenia directament de la Seu Apostòlica. Mantenia, però, una estreta unió amb els altres bisbats catalans de la denominada província eclesiàstica Tarraconense.
La història primitiva de la seu de Barcelona és molt antiga. Hi ha indicis de vida cristiana des del segle iii. Es pot constatar la presència evangelitzadora de màrtirs antics amb testimonis històrics fidedignes com sant Cugat, màrtir durant la persecució de Dioclecià (304), o Eulàlia de Barcelona. Del bisbe sant Sever, de sant Medir, de santa Juliana i de santa Semproniana no posseïm testimonis històrics fidedignes tot i la tradició popular.
El primer bisbe de l'antiga Barcino conegut documentalment és Pretextat que va assistir al concili de Sàrdica l'any 343. Vint anys més tard va ocupar la seu de Barcelona Pacià (360-390), escriptor i sant. A les acaballes del segle iv en va ser bisbe Lampi (393-400), que va ordenar sacerdot a sant Paulí de Nola. Pertany a aquesta època paleocristiana la basílica dedicada a la Santa Creu, que en serà la titular, i posteriorment, des del 890, també en serà titular santa Eulàlia. Entre Pretextat i l'actual arquebisbe metropolità Mons. Martínez Sistach hi ha hagut cent vint bisbes.
El papa Joan Pau II erigí la província eclesiàstica de Barcelona el 15 de juny del 2004 amb la butlla Ad totius dominici. Amb el mateix document l'Arquebisbat de Barcelona passà a liderar aquesta província eclesiàstica, amb el Bisbat de Terrassa i el Bisbat de Sant Feliu com a diòcesis sufragànies de Barcelona.
La justificació inicial d'aquesta divisió responia a motius d'ordre demogràfic (el gran volum de població de l'arquebisbat) i d'ordre canònic: no està prevista l'existència d'un arquebisbat sense diòcesis sufragànies. Tanmateix, hi ha qui considera que el moment i la forma de fer-se el repartiment obeí més aviat a raons d'equilibri en el nomenament de bisbes i que assenyala la fi d'un cicle històric de l'església catalana.

## Organització territorial
La diòcesi de Terrassa té els antics arxiprestats de Montcada, Sant Cugat-les Planes, Terrassa, Rubí, Sabadell Centre, Sabadell Nord, Sabadell Sud, Granollers, Puiggraciós, Mollet, Montbui i Montseny (al qual s'havia unit anteriorment l'arxiprestat de Cardedeu-Llinars). Té la Catedral de Terrassa o del Sant Esperit.
La diòcesi de Sant Feliu de Llobregat està constituïda pels arxiprestats de l'antiga diòcesi de Barcelona del Prat de Llobregat, Sant Boi de Llobregat, Sant Feliu de Llobregat, Sant Vicenç dels Horts, Montserrat, Garraf, Vilafranca del Penedès, Anoia i Piera-Capellades. Té la Catedral de Sant Feliu de Llobregat o de Sant Llorenç.
L'arquebisbat actual de Barcelona està format pels arxiprestats següents: Catedral, Rambles-Poble Sec, Sant Josep Oriol, Puríssima Concepció, Sagrada Família, Poblenou, Provençals, Sant Martí, Sant Andreu, Trinitat-Roquetes, Vilapicina, Horta, Guinardó, Vall d'Hebron, Gràcia, Sant Gervasi, Sarrià, la Torrassa-Collblanc, Cornellà de Llobregat, l'Hospitalet de Llobregat, Sants-la Marina (anteriorment Sants-Can Tunis) i també Gramenet, Badalona Nord, Badalona Sud, la Cisa i Mataró. Té la Catedral de Barcelona, altrament anomenada Catedral metropolitana de la Santa Creu i Santa Eulàlia de Barcelona.

## Conferència Episcopal Tarraconense
La Conferència Episcopal Tarraconense (CET) és l'agrupació dels bisbes de la Província eclesiàstica Tarraconense amb la Província eclesiàstica de Barcelona, que es va constituir el 1969. En concret, inclou els arquebisbats de Tarragona i Barcelona, així com els bisbats de Girona, Lleida, Vic, Tortosa, Urgell, Solsona, Terrassa i Sant Feliu. El president de la CET és l'arquebisbe de Tarragona. És la solució adoptada per les diòcesis catalanes per tal de poder actuar conjuntament, ja que teòricament tant la província eclesiàstica Tarraconense, com la de Barcelona, haurien de donar comptes de manera separada i individual a la Conferència Episcopal Espanyola.
La Conferència Episcopal Tarraconense està a l'espera de l'aprovació, per part de la Santa Seu, de la Regió Eclesiàstica Tarraconense, que donarà personalitat jurídica conjunta a les deu diòcesis catalanes, en compliment a allò que es demanava en la resolució n. 142 del Concili Provincial Tarraconense, celebrat el juny del 2005. Aquesta resolució demanava trobar "d'acord amb la Conferència Episcopal Espanyola, la corresponent solució jurídica, amb vista a una acció evangelitzadora i pastoral més eficaç i a una presència eclesial més significativa a Catalunya, bo i mantenint la relació institucional amb la Conferència Episcopal Espanyola".